# Sun Valley (Idaho)
Sun Valley és una població dels Estats Units a l'estat d'Idaho. Segons el cens del 2000 tenia 1.427 habitants.

## Demografia
Segons el cens del 2000, Sun Valley tenia 1427 habitants, 594 habitatges, i 343 famílies. La densitat de població era de 55,8 habitants/km².
Dels 594 habitatges en un 16,3% hi vivien nens de menys de 18 anys, en un 52,5% hi vivien parelles casades, en un 4,2% dones solteres, i en un 42,1% no eren unitats familiars. En el 34,7% dels habitatges hi vivien persones soles el 10,3% de les quals corresponia a persones de 65 anys o més que vivien soles. El nombre mitjà de persones vivint en cada habitatge era d'1,97 i el nombre mitjà de persones que vivien en cada família era de 2,5.
Per edats la població es repartia de la següent manera: un 11,9% tenia menys de 18 anys, un 12,2% entre 18 i 24, un 21,9% entre 25 i 44, un 36,7% de 45 a 60 i un 17,3% 65 anys o més.
L'edat mediana era de 48 anys. Per cada 100 dones de 18 o més anys hi havia 105,4 homes.
La renda mediana per habitatge era de 71.000 $ i la renda mediana per família de 85.000 $. Els homes tenien una renda mediana de 31.979 $ mentre que les dones 27.143 $. La renda per capita de la població era de 50.563 $. Aproximadament el 2,7% de les famílies i el 14,9% de la població estaven per davall del llindar de pobresa.

## Poblacions més properes
El següent diagrama mostra les poblacions més properes.